# Annika Fehling
Annika Fehling (Gotemburgo, 1962) es una cantante y compositora sueca, hija del pianista de música jazz Clas Fehling.
Después de una carrera exitosa en el cine, la televisión y el teatro, regresó al mundo de la música con su álbum "JazzFehlings" (1996), recibiendo buenas críticas en Suecia, Dinamarca, Finlandia y Japón. A dicha publicación, le siguió una gira junto a las bandas Wisby Big Band y Swingin' Wisby.
Su música evolucionó posteriormente del jazz más puro a la música folk, publicando su álbum "Älskar Du?" ("¿Amas?") en 1997. Un año más tarde, participaría en el Melodifestivalen 1998 con el tema "När En Stjärna Faller" ("Cuando Una Estrella Cae").
Siempre buscando el modo de desarrollarse como artista, colaboró con su compañera Eva Hillered en la publicación del trabajo "Fehling/Hillered LIVE". Igualmente, juntas crearon la organización Singer-Songwriters of Sweden (SSOS). Gracias a esta asociación, se pusieron en contacto con la artista estadounidense Dana Cooper, junto al que realizaron una gira por Norteamérica en marzo de 2005.
Su sexto álbum "Happy on the Red" fue publicado en febrero de 2005, y consta de 11 temas originales, algunos de ellos escritos por los artistas irlandeses John Hurley y Philip Donnelly. Los dos primeros sencillos extraídos de este nuevo trabajo, "Megaphone" y "Already Home", recibieron excelentes comentarios por parte de los críticos especializados.